# Federazione cestistica del Malawi
La Federazione cestistica del Malawi è l'ente che controlla e organizza la pallacanestro in Malawi.
La federazione controlla inoltre la nazionale di pallacanestro del Malawi. Ha sede a Blantyre e l'attuale presidente è Oscar Kanjala.
È affiliata alla FIBA dal 1988 e organizza il campionato di pallacanestro del Malawi.